# 威廉·韦伯·科布伦茨
威廉·韦伯·科布伦茨（英語：William Weber Coblentz，1873年11月20日—1962年9月15日），美国物理学家，因其在红外线辐射测量和光谱学的贡献而闻名于世。

## 早期生活、教育和职业
1873年11月20日，科布伦茨出生在俄亥俄州的北利马，父母为德国和瑞士裔人。3岁前母亲凯瑟琳（Catherine）就已离世，留下他与弟弟奥斯卡（Oscar）。二年后，父亲戴维再婚，科布伦茨似乎很喜欢继母阿米莉娅（Amelia）。虽然科布伦茨自幼在农场中长大，但他们家却并没有自己的农场。由于家境拮据，科布伦茨受教育时间很晚，直到1896年，他22岁时才完成高中（俄亥俄州扬斯敦）学业。
1896年秋，科布伦茨考入凯斯应用科学学院（Case School of Applied Science），现在的凯斯西储大学，1900年6月取得理学士学位。1901年和1903年又在纽约伊萨卡康奈尔大学分别获得理学硕士和博士学位。此后，在卡内基研究所的资助下做了二年研究生工作。1905年春，科布伦茨被召入新成立的国家标准局（现今位于华盛顿特区的国家标准技术研究所），在那里度过了他的整个职业生涯。1905年，他创设了辐射测量部，并主管该部门工作尽40年，直到1945年退休。

## 科学著作
在他漫长而富有成就职业生涯中，科布伦茨在纯科学和应用科学方面都作出了很多的贡献。其著作清单显示，他曾发表过数以百计的科学出版物、演讲稿和论文摘要。他一生中共获得十项专利，是美国1077219项发明专利中第一个将太阳光转化为电能的太阳能电池的专利。
科布伦茨的首本出版物是他的博士生论文《碘的一些光学性质》。在取得博士学位后不久，他就开始定期发表有关红外线（IR）辐射及光谱和辐射测量相关的问题。科布伦茨是首位，即使不是第一，也是非常早的验证普朗克黑体辐射定律之人。

## 红外线研究
在科布伦茨就读于康奈尔大学的年代，红外光谱的研究在今天看来尚处于非常原始的状态。作为康奈尔大学的一名年轻研究生，科布伦茨自己组装和校准了红外线测量设备，所测量的红外波长范围扩展至比曾经达到的还要长。1905年，他使用自己制作的棱镜仪，通过冗繁的逐点测量获得了数百个波谱。这些都发表在他1905年的大折线图（后期重印中已没有）和各种红外吸收材料的波长表中。如此浩大的光谱汇编工作本身就是一项杰作，但这还不是科布伦茨1905年著作中最重要的部分，而最大的成就可能是他归纳了呈特定吸收特性和特征红外波长的某些分子群或官能团（现代用语所称），这将使科学家们能够利用分子红外光谱来作为一种分子指纹。这种归纳在早期其他人的研究中就已暗示过，但是并没有如科布伦茨所提供的那样，有大量的数据支持。今天，红外光谱已被全球各个领域的科学家应用在数以千计的实验室中。
另外，从事后来看，当时科布伦茨在分子光谱方面的早期研究并未受到重视，曾有数位作者曾探讨过，其原因很多。

## 天文研究
科布伦茨对天文有着长期深厚的兴趣，1913年，他开发了热堆红外探测器（thermopile detectors）并在利克天文台用来测量了110颗恒星和火星、金星及木星的红外辐射，在该项研究中，他得到了威尔逊山天文台赛斯·尼克尔森的帮助。后来，科布伦茨与洛厄尔天文台的卡爾·奧托·蘭普蘭进一步展开研究，测量到火星表面极大的昼夜温差，这意味着火星的大气层非常稀薄。
由于他将红外探测引入天文领域，科布伦茨也被公认为是天文红外光谱学创始人。为纪念他对天文探索的贡献，国际天文联合会以他的名字分别命名了月球和火星上的二座撞击坑。
科布伦茨还对日食进行过观测，并发表了研究论文。

## 其他研究
科布伦茨的著作清单显示，大约从1930年起他的研究更多转向了紫外线（UV）测量方面并逐步脱离了红外线研究。这些研究大部分具有明显的生物医学倾向，如1938年对紫外线治疗和1948年紫外线照射引起的皮肤癌研究。
尽管科布伦茨今天主要是以他对物理学和天文学的贡献而闻名，但他也研究过生物发光、大气臭氧以及可能令人惊讶的通灵学。正如对其它感兴趣领域一样，他也为后者带来了活力。

## 荣誉
科布伦茨学会，一个致力于振动光谱研究和应用的非营利性学术机构以及科布伦茨奖（Coblentz Medal）就是以他的名字命名。此外，根据梅格斯的传略简述科布伦茨被学会授予1号会员证。科布伦茨去世后不久，他在1905年撰写的有关红外光谱学著作被重印，距该书首次出版将近60年。
1920年获被法国科学院詹森奖、美国艺术与科学院拉姆福德奖和富兰克林研究所波茨奖章（HowardN.PottsMedal）；1945年在他退休后不久，被美国光学学会授予弗雷德里克·艾夫斯奖章（页面存档备份，存于）（Frederic Ives Medal）。
科布伦茨曾入选美国国家科学院院士，1910年被授予波茨奖章。

## 家庭和生活

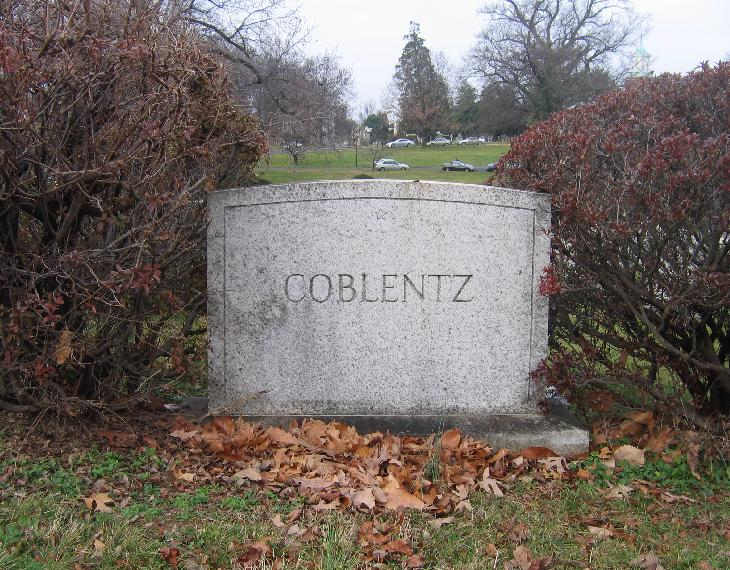
科布伦茨家族墓碑

在他的自传《一位研究者的生活》中（1951年），威廉·科布伦茨描述他典型的一天是白天做实验、夜晚分析数据、写论文，根本没时间参与社交活动，所以，科布伦茨50多岁才成家并不意外。1924年6月10日，他与佛蒙特州的凯瑟琳·艾玛·凯特（Catherine Emma Cate）结婚，据说他俩在亚利桑那州弗拉格斯塔夫度的蜜月，同时科布伦茨还在洛厄尔天文台测量行星温度。凯瑟琳·凯特·科布伦茨是一位成功的童书作家，曾在国家标准局工作过一段时间，她为华盛顿特区克利夫兰公园邻里图书馆筹资建造资金方面发挥过不小的作用。
据说威廉·科布伦茨健康状况长期不佳，但他将近活到90岁。1962年9月15日去世后被安葬在华盛顿特区罗克·克里克公墓（Rock Creek Cemetery），旁边是他的妻子和夭折的女婴。

## 延伸阅读
- 萤火虫的物理研究,威廉·韦伯·科布伦茨, 1912年
- Man's Place in a Superphysical World, by William W. Coblentz, 1955 (concerning parapsychology)
- Journal of the Optical Society of America, 1936, volume 36, number 2, pp. 61 – 71 (The presentation ceremony, and Coblentz's accompanying lecture, for the Ives Medal, along with a list of Coblentz's scientific publications.)
- Applied Optics (November, 1963), commemorative issue with extensive material on Coblentz's scientific work
- Coblentz, W. W. "Present Status of the Determination of the Constant of Total Radiation from a Black Body," Bulletin of the Bureau of Standards 12 (553-582) 1916.

威廉·韦伯·科布伦茨的大部分著作都保存在马里兰大学图书馆和美国物理研究所，这二处都位于距科布伦茨生活、工作和去世不远的马里兰州大学公园市（College Park）。